# Дванаеста српска бригада НОВЈ
Дванаеста српска бригада формирана је 18. маја 1944. у селу Острозуб код Власотинца од Бабичког партизанског одреда и бораца Црнотравског војног подручја. Имала је три батаљона са око 800 бораца. У Нишу је 22. октобра 1944. попуњена новим људством и тада је имала четири батаљона, противколску чету и вод за чету.
Од формирања је била у саставу 22. дивизије и учествовала у свим борбама које је та дивизија водила, између осталих, 14/15. јуна у нападу на Лесковац, 18/19. јуна са бугарском партизанском бригадом „Георги Димитров“ водила је борбе са немачким и бугарским посадама на железничкој станици у Грделици и на мостовима код Грделице и Копашнице, ноћу 14/15. јула учествовала је у нападу на Лесковац и на Вучје, ноћу 25/26. августа са Десетом српском бригадом водила је борбе са бугарском посадом у железничкој станици села Предејане и обезбеђујућим деловима на железничкој прузи између Лесковца и Владичиног Хана, 3. септембра у рејону Бабичке горе заробила је Трећу нишку бригаду ЈВуО са око 180 четника.
За време Нишке операције учествовала је у ослобођењу града. За време Косовске операције, ослободила је Косовску Митровицу 22. новембра, а потом учествовала у ослобођењу Новог Пазара 30. новембра и Сјенице 14. децембра. Почетком фебруара 1945. обезбеђивала је десну обалу Дрине код Ковиљаче. У Лозници је 15. марта 1945. преформирана у три батаљона. Почетком парила пребачена је са 22. дивизијом на Сремски фронт одакле је, због тешких губитака, крајем априла пребачена у позадину.